# Serguéi Fésikov
Serguéi Vasílievich Fésikov (en ruso: Сергей Васильевич Фесиков; Leningrado, URSS, 21 de enero de 1989) es un deportista ruso que compitió en natación. Está casado con la nadadora Anastasiya Zúyeva.
Participó en dos Juegos Olímpicos de Verano, en los años 2008 y 2012, obteniendo una medalla de bronce en Londres 2012, en la prueba de 4 × 100 m libre.
Ganó cinco medallas en el Campeonato Mundial de Natación en Piscina Corta entre los años 2010 y 2018 y diecisiete medallas en el Campeonato Europeo de Natación en Piscina Corta entre los años 2007 y 2019.

## Palmarés internacional
| Juegos Olímpicos                    | Juegos Olímpicos       | Juegos Olímpicos  | Juegos Olímpicos     |
| Año                                 | Lugar                  | Medalla           | Prueba               |
| ----------------------------------- | ---------------------- | ----------------- | -------------------- |
| 2012                                | Londres (Reino Unido)  | Medalla de bronce | 4 × 100 m libre      |
| Campeonato Mundial en Piscina Corta |                        |                   |                      |
| Año                                 | Lugar                  | Medalla           | Prueba               |
| 2010                                | Dubái (EAU)            | Medalla de plata  | 4 × 100 m libre      |
| 2010                                | Dubái (EAU)            | Medalla de bronce | 100 m estilos        |
| 2014                                | Doha (Catar)           | Medalla de oro    | 4 × 50 m libre       |
| 2014                                | Doha (Catar)           | Medalla de plata  | 4 × 100 m libre      |
| 2018                                | Hangzhou (China)       | Medalla de plata  | 4 × 100 m libre      |
| Campeonato Europeo en Piscina Corta |                        |                   |                      |
| Año                                 | Lugar                  | Medalla           | Prueba               |
| 2007                                | Debrecen (Hungría)     | Medalla de plata  | 4 × 50 m estilos     |
| 2007                                | Debrecen (Hungría)     | Medalla de bronce | 100 m estilos        |
| 2009                                | Estambul (Turquía)     | Medalla de oro    | 4 × 50 m libre       |
| 2009                                | Estambul (Turquía)     | Medalla de plata  | 100 m estilos        |
| 2009                                | Estambul (Turquía)     | Medalla de bronce | 50 m libre           |
| 2011                                | Szczecin (Polonia)     | Medalla de oro    | 100 m libre          |
| 2011                                | Szczecin (Polonia)     | Medalla de plata  | 50 m libre           |
| 2011                                | Szczecin (Polonia)     | Medalla de plata  | 4 × 50 m libre       |
| 2011                                | Szczecin (Polonia)     | Medalla de plata  | 4 × 50 m estilos     |
| 2013                                | Herning (Dinamarca)    | Medalla de oro    | 4 × 50 m libre       |
| 2013                                | Herning (Dinamarca)    | Medalla de oro    | 4 × 50 m libre mixto |
| 2013                                | Herning (Dinamarca)    | Medalla de plata  | 100 m estilos        |
| 2015                                | Netanya (Israel)       | Medalla de oro    | 100 m estilos        |
| 2017                                | Copenhague (Dinamarca) | Medalla de oro    | 4 × 50 m libre       |
| 2017                                | Copenhague (Dinamarca) | Medalla de plata  | 100 m estilos        |
| 2017                                | Copenhague (Dinamarca) | Medalla de plata  | 4 × 50 m libre mixto |
| 2019                                | Glasgow (Reino Unido)  | Medalla de plata  | 100 m estilos        |